# 中山紀念堂 (福州)
福州中山紀念堂，位于中国福建省福州市鼓楼区中山路23号，原为明、清时期贡院“至公堂”，清光绪三十年（1904年）改建为中西合璧式会堂。1912年4月20日，孙中山在此接见学生代表，向福建军政界发表重要演讲。1932年为纪念孙中山，改称“中山堂”。2009年11月16日公布为第七批福建省文物保护单位。

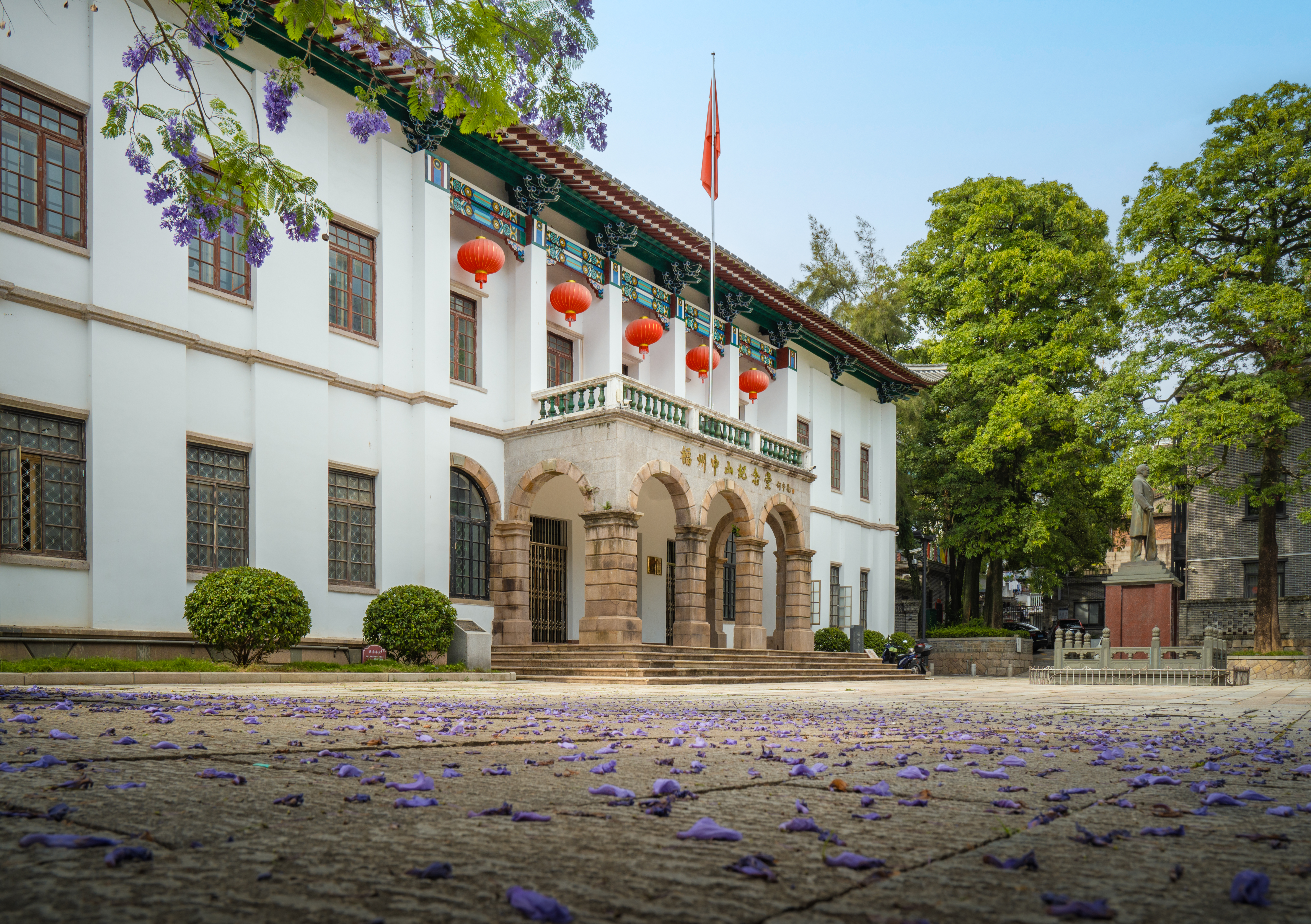
中山紀念堂側面。